# Tartarus Scopulus
Tartarus Scopulus és una formació geològica de tipus scopulus a la superfície de Mart, localitzada amb el sistema de coordenades planetocèntriques a -2.86 latitud N i 178.5 ° longitud E, que fa 251.31 km de diàmetre. El nom va ser aprovat per la UAI l'any 1985 i fa referència a una característica d'albedo.